# Houille blanche
 (décembre 2015).
Si vous disposez d'ouvrages ou d'articles de référence ou si vous connaissez des sites web de qualité traitant du thème abordé ici, merci de compléter l'article en donnant les références utiles à sa vérifiabilité et en les liant à la section « Notes et références ».
La houille blanche désigne l’énergie hydroélectrique produite par les chutes d’eau, par analogie avec le charbon qui était, au XIXe siècle, la principale source d'énergie connue et exploitée.

## Origine

### XIXesiècle
En 1854, Camillo Cavour aurait vanté les mérites de la Savoie à Napoléon III en parlant de « Carbone Bianco », par opposition à la houille noire, le charbon ; il désignait la glace des Alpes qui était cédée par les montagnes de la Savoie. Aristide Bergès, faisant allusion au glacier, utilisa lui-même l'expression, dont il fit glisser le sens dans le champ sémantique de la production d'énergie hydroélectrique.
La formule de « houille blanche », développée à Grenoble à partir de 1878 au cours de réunions locales, puis à la foire de Lyon en 1887 par Aristide Bergès, est définitivement popularisée lors de l’Exposition universelle de Paris de 1889, où il en fait l’expression populaire pour caractériser la puissance hydraulique sous toutes ses formes : 

« Les glaciers des montagnes peuvent, étant exploités en forces motrices, être pour leur région et pour l’État des richesses aussi précieuses que la houille des profondeurs. Lorsqu’on regarde la source des milliers de chevaux ainsi obtenus et leur puissant service, les glaciers ne sont plus des glaciers ; c’est la mine de la houille blanche à laquelle on puise, et combien préférable à l'autre. »

### XXesiècle
En juillet 1903, l'expression devient le nom de l'association des anciens élèves de l'Institut électrotechnique, appelé Institut polytechnique de Grenoble dix ans plus tard. 
Du 21 mai au 25 octobre 1925, se déroule l’exposition internationale de la houille blanche et du tourisme à Grenoble afin de consacrer la ville, capitale de la houille blanche.

## Économie
Dès les années 1900, les progrès technologiques de l'hydroélectricité suisse sont à l'origine d'intenses spéculations boursières sur les sociétés hydroélectriques.
Dans les années 1920, une rapide expansion de l'électricité voit le jour en France, avec une multiplication par huit de la production d'électricité hydraulique.

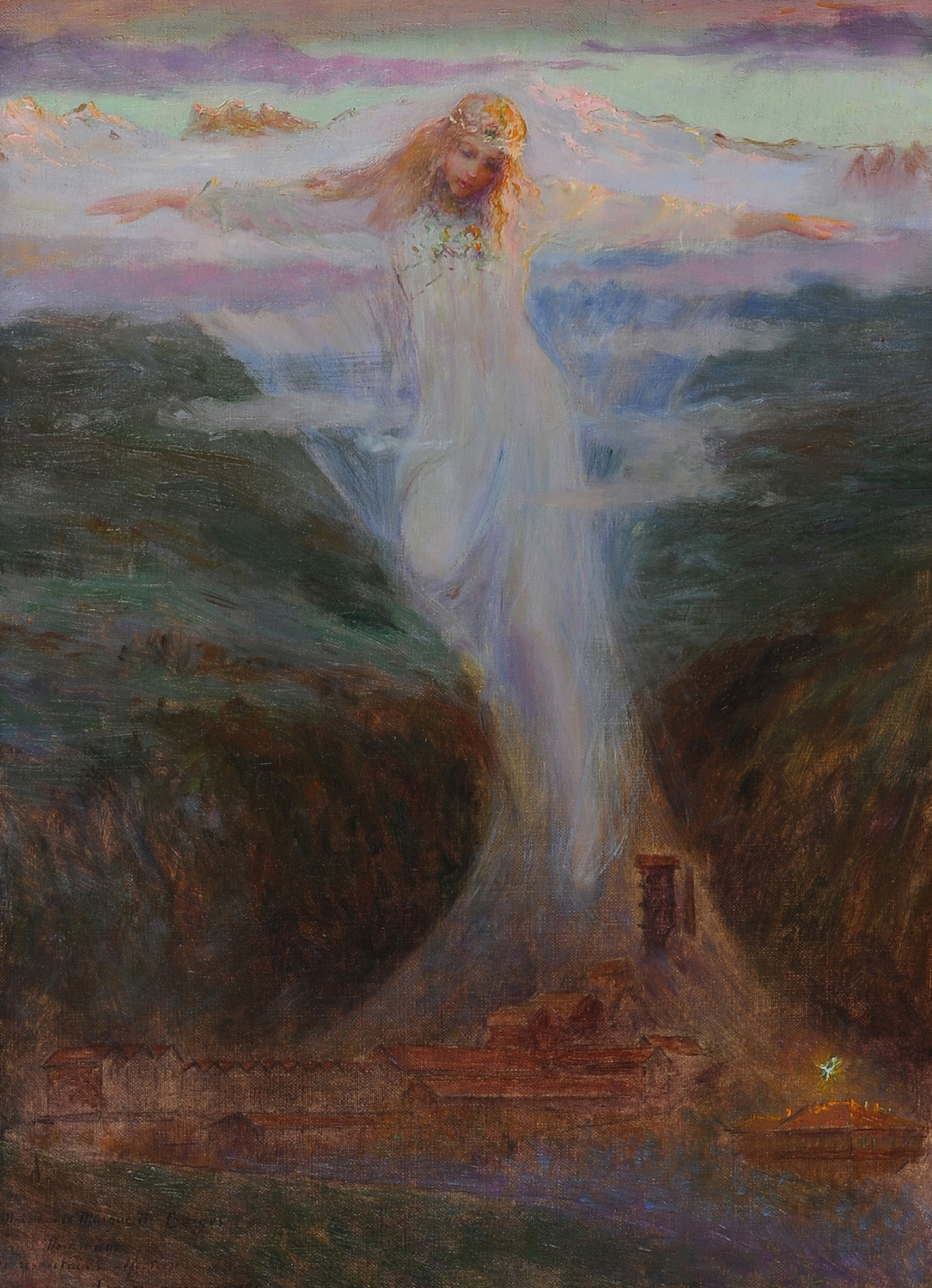
Gaston Bussière, La Houille Blanche, huile sur toile, 1902, coll. Maison Bergès (département de l'Isère)

## La houille blanche dans l'art
- Allégorie de la houille blanche, statue d'Auguste Davin, Maison Bergès à Villard-Bonnot - Lancey.
- Allégorie de la houille blanche, peinture de Pierre-Maurice Dubois[4], musée d'Orsay.
- La Houille blanche, peinture de Gaston Bussière, 1902, coll. Maison Bergès à Villard-Bonnot - Lancey
- La Vision d'Aristide Bergès, pastel d'Alfons Mucha, 1902, coll. Maison Bergès à Villard-Bonnot - Lancey
- Aristide Bergès et la Houille blanche, peinture d'Alfons Mucha, vers 1905, coll. Maison Bergès à Villard-Bonnot - Lancey
- La Houille blanche en deuil d'Aristide Bergès, marbre de Giuseppe Chiattone, 1910, coll. Maison Bergès à Villard-Bonnot - Lancey